# Контрада Рицакорно I (Кјети)
Контрада Рицакорно I (итал. Contrada Rizzacorno I) је насеље у Италији у округу Кјети, региону Абруцо.
Према процени из 2011. у насељу је живело 44 становника. Насеље се налази на надморској висини од 168 м.